# Deezer

Logo antes del 5 de mayo de 2019.

Deezer (/diːzə(ɹ)/) es un sitio web y aplicación informática con un amplio catálogo musical. Se creó en Francia durante junio de 2006 por dos jóvenes, Daniel Marhely y Jonathan Benassaya. Cuenta con 16 millones de usuarios, está disponible en 16 idiomas, cuenta con tres versiones: Free (con anuncios) [Disponible en algunos países], Premium (Sin anuncios) [calidad 320 kbps y FLAC] y Family (hasta 6 cuentas independientes).

## Descripción
Una vez registrado, se pueden crear listas de reproducción, carpetas y escuchar toda la música que el usuario desee en modo streaming. Es decir, sin descargarla.
Cabe destacar que Deezer se incluye en la web 2.0, ya que el usuario puede comunicarse a través de mensajes privados con toda la comunidad. También cuenta con un blog y un foro para comentar y compartir opiniones musicales u otros asuntos en esta comunidad. Paralelamente, la comunidad forma una red social a través del compartimiento de gustos musicales, los comentarios y la ficha del usuario.
Cada miembro puede escuchar las listas de reproducción de otros inscritos en el sitio web, puntuarlas, copiarlas o hacerse fan de ellas, igual que para los artistas y los álbumes. Se puede en todo momento entrar en contacto con los amigos que tengan una cuenta en el sitio web o con los fanes de los mismos artistas.
Entre sus aplicaciones más sociales, encontramos la posibilidad de subir canciones siempre que no superen los 10 MB. Asimismo, estas canciones pasan una serie de filtros y, una vez comprobadas, aparecen en las listas de los distintos usuarios.
La navegación por la página web es muy sencilla, por lo que el usuario tiene muy fácil acceso a todo lo que quiera buscar. En caso de que el usuario busque una canción y esta no esté en los servidores, siempre se podrá recurrir a la opción “pedir canción”.
Deezer tiene un acuerdo con SACEM, una entidad francesa que gestiona los derechos de autor para compartir ingresos con las canciones vía publicidad o venta de las canciones mediante ITunes o Amazon.

## Historia
El 18 de septiembre de 2008, Deezer ofrece 3.6 millones de canciones y es utilizado por una comunidad de 3 millones de miembros.
El 14 de noviembre de 2008, se alcanzaron 7 millones de listas creadas por los usuarios y 4 millones de canciones, que llegarían a ser 30 millones en 2013 y 35 en 2015.
Desde 2016 y con el fin de financiar su expansión fueron varios los inversores de la plataforma musical, siendo el fondo estadounidense Access Industries, propietario de Warner Music, el que ostenta la mayor participación.

Disponibilidad de Deezer en el mundo.

## Características
- Permite enviar música en un clic e instantáneamente sobre 4.5 millones de títulos.
- Permite acceder a radios temáticas.
- Permite usar radios inteligentes.
- Es posible estar informado sobre los artistas, álbumes y sencillos.
- Se pueden transportar gustos y listas musicales con amigos vía la comunidad Deezer.
- Permite escuchar sin límite todas las novedades.
- Se pueden crear universos musicales y ambientes sonoros.
- Es posible descubrir nuevos talentos.
- Se pueden ver vídeos.
- La página permite descargar y almacenar archivos MP3.
- Solo se puede escuchar de forma ilimitada la música siendo usuario Premium o Tigo

## Acuerdos y desacuerdos con los mayores

### Convenciones
Los acuerdos entre Deezer y las discográficas son necesarios para la distribución legal de contenidos musicales. Las grandes discográficas exigen un anticipo de 2,5 a 3 millones de euros para obtener los derechos europeos. A continuación, Deezer debe comprometerse a pagar una parte de sus ingresos mensuales a las discográficas: la tarifa se fija en hasta 1,5 céntimos por pista reproducida. Deezer es legal gracias a numerosos acuerdos con la SACEM, discográficas como Universal, Naïve, Sony BMG y Because Music, y artistas independientes. En 2010, Deezer transmitía música de 1.000 sellos independientes.
A principios de diciembre de 2009, Deezer firmó un acuerdo con Jamendo. Las canciones no se reproducen a menos que el artista haya solicitado estar en Deezer. Los usuarios de Deezer pueden ahora escuchar y descargar gratuitamente del catálogo de música libre. El 6 de marzo de 2010, Jamendo tenía 31.442 pistas (un total de unos 200.000 títulos), incluidos 7.813 álbumes, autorizadas para uso comercial. Jamendo paga el 50% de los ingresos en proporción a las licencias vendidas, y el resto va a los artistas. Algunos artistas han optado por no registrarse en las sociedades de gestión y recaudación de derechos de autor (SACEM, SABAM, SOCAN, etc.).
Las condiciones generales de la plataforma autorizan la distribución de música únicamente para uso familiar, prohibiendo el uso comercial y la extracción de música del sitio86. En junio de 2011, el desarrollador de Freezer[cita requerida], una herramienta que elude las protecciones de Deezer, fue condenado a pagar 15.000 euros y a seis meses de prisión en suspenso por «incitar al público a utilizar software claramente destinado a la puesta a disposición no autorizada de obras protegidas».

### Desacuerdos
A falta de acuerdos, algunos artistas no están disponibles en el sitio. El sitio permite a sus miembros enviar sus canciones en formato MP3 a Deezer, sin limitación, para compensar la ausencia de ciertos sellos.
A principios de febrero de 2010 en Francia metropolitana, Warner decidió retirar las licencias de explotación de este tipo de sitios. Deezer aún no ha aplicado plenamente la técnica que impide escuchar los álbumes de Warner. Hacer clic en el nombre del álbum de Jason Derülo, por ejemplo, permite escucharlo. Deezer ya no reproducirá artistas de este sello, a excepción de algunos que también pueden escucharse en FM.
A principios de 2011, Pascal Nègre declaró a un micrófono: "Creo que el modelo gratuito plantea un problema. Hay que restringirlo, hay que degradarlo. Eso significa que tiene que haber mucha más publicidad de la que hay hoy. Quizá haya que pensar en el número de veces que se puede escuchar la misma canción. Cuando ves a gente escuchando la misma canción 35 veces, te dices a ti mismo que, en algún momento, el tipo tiene que ir a comprar el tema".
Adami teme el advenimiento de una licencia global privativa derivada de la limitación del tiempo de escucha. Pero también critica iTunes in the Cloud y Match. Los productores están «utilizando el modelo económico equivocado. Imagínese limitar la escucha de radio a unas pocas horas al mes. ¿Aumentaría eso las ventas de discos? Una opción que conducirá a una licencia bajo control de los productores, y que «abre la puerta a la concentración y perjudica la diversidad». Adami aboga por una gestión colectiva de los derechos musicales y un reparto equitativo entre artistas y productores, con ingresos deducidos en origen tras la distribución.
Acusado de infracción por Universal Music, Deezer obtuvo el 5 de septiembre de 2011 una medida cautelar que le autorizaba a utilizar el repertorio musical de la discográfica a la espera de una sentencia sobre el fondo.

## Organización
En abril de 2014, el consejero delegado del sitio de streaming musical, Axel Dauchez, anunció que dejaría su cargo en septiembre. En febrero de 2015, Hans-Holger Albrecht le sucedió al frente de la empresa. En junio de 2015, Alexis de Gemini, director de la productora A2G Créations y antiguo jefe de M6 Music, fue nombrado director de la división de Francia, en sustitución de Simon Baldeyrou.

## Cuentas y suscripciones
En septiembre de 2014 existían tres tipos de cuenta en Deezer. Todas las suscripciones incluyen reproducción de canciones ilimitada y soporte para dispositivos móviles. El nivel de descubrimiento sólo tiene acceso a las funciones de reproducción avanzadas y un Mix del Artista entre otras.
En el año 2016, existen dos tipos de cuenta: Premium+ y Discovery.

## Funcionamiento en dispositivos
Deezer actualmente funciona en computadoras, teléfonos inteligentes, tabletas electrónicas, navegadores y en determinadas marcas de televisores (Smart TVs). Su aplicativo es compatible con los sistemas operativos: dispositivos móviles como Android, Windows Phone, iOS (incluido iPad OS), consolas de juegos como Xbox (Xbox 360, Xbox One y Xbox Series X) y PlayStation (PS3/4/5 y PSVita). Smart TVs fabricados por Samsung, Sony, LG. También está disponible en los navegadores como Google Chrome, Mozilla Firefox, Internet Explorer, Microsoft Edge, Safari y Opera. Además está disponible en computadoras con Windows y macOS. Y también está disponible para reproductores multimedia como Apple TV, Roku, Google Chromecast, webOS, Tizen OS, Amazon Fire TV y Android TV tanto en televisores como en reproductores externos como el Xiaomi Mi Box S y la NVIDIA Shield TV, entre otros.